# Amir Khan (cantante)
Ustad Amir Khan (Hindi: अमीर ख़ान, Urdu: امیر اقبال خان, pronunciado [əmi ː r xa ː n]; Indore, 15 de agosto de 1912 - Calcuta, 13 de febrero de 1974) fue un popular cantante clásico de la India. Se le consideraba una de las figuras más influyentes en la música clásica indostánica, y fundador de la Gharana Indore.

## Biografía
Amir Khan nació de una familia de músicos en Indore, India. Su padre, Shahmir Khan, trabajó en la corte de la Holkars de Indore. Su abuelo, Change Khan, fue un cantante en la corte de Bahadurshah Zafar. Su madre, Amir Ali falleció cuando él tenía unos nueve años de edad. Tenía un hermano menor, Bashir, quien se convirtió en un locutor de radio en la estación de Indore de All India Radio.

## Carrera
Amir Khan desarrolló su propio estilo en el canto, influenciado por diferentes estilos de Abdul Waheed Khan (vilambit tempo), Rajab Ali Khan (taans) y Aman Ali Khan (merukhand). Este estilo único, conocido como el Gharana Indore, fue una fusión que salía a sabor espiritual y la grandeza de dhrupad con la viveza de khyal. 

## Discografía

### Películas
- Baiju Bawra (Music director: Naushad)
  - 'Tori Jai Jai Kartar' (raga Puriya Dhanashree; alternate version here)
  - 'Sargam' (raga Darbari)
  - 'Langar Kankariya Ji Na Maro' (raga Todi, with D. V. Paluskar)
  - 'Aaj Gaawat Man Mero Jhoomke' (raga Desi, with D. V. Paluskar)
  - 'Ghanana Ghanana Ghana Garjo Re' (raga Megh)
- Kshudhita Pashan (Music director: Ali Akbar Khan)
  - 'Kaise Kate Rajni' (raga Bageshree, with Protima Banerjee)
  - 'Piya Ke Aavan Ki' (thumri in raga Khamaj)
  - 'Dheemta Dheemta Derena' (tarana in raga Megh)
- Shabaab (Music director: Naushad)
  - 'Daya Kar He Giridhar Gopal' (raga Multani)
- Jhanak Jhanak Payal Baje (Music director: Vasant Desai)
  - Title song 'Jhanak Jhanak Payal Baje' (raga Adana)
- Goonj Uthi Shehnai (ragamala with Bismillah Khan)
  - Bhatiyar
  - Ramkali
  - Desi
  - Shuddh Sarang
  - Multani
  - Yaman
  - Bageshree
  - Chandrakauns
- Ragini
  - 'Jogiya Mere Ghar Aaye' (raga Lalit)

### Grabaciones públicas y privadas
- Abhogi - two versions
- Adana - longer performance of 'Jhanak Jhanak Payal Baje' title song, two other versions
- Ahir Bhairav - three versions
- Amirkhani
- Bageshree
- Bageshree Kanada
- Bahar
- Bairagi - two versions
- Barwa
- Basant Bahar
- Bhatiyar - three versions
- Bhimpalasi
- Bihag
- Bilaskhani Todi - two versions
- Chandni Kedar
- Chandrakauns
- Chandramadhu
- Charukeshi
- Darbari - nine versions
- Deshkar - two versions
- Gaud Malhar
- Gujari Todi - three versions
- Hansadhwani - two versions
- Harikauns
- Hem Kalyan
- Hijaz Bhairav (a.k.a. Basant Mukhari)
- Hindol Basant
- Hindol Kalyan
- Jaijaiwanti
- Janasanmohini - three versions
- Jog - three versions
- Kafi Kanada
- Kalavati
- Kausi Kanada
- Kedar
- Komal Rishabh Asavari - two versions
- Lalit - seven versions
- Madhukauns
- Malkauns - three versions
- 'Maru Kalyan'
- Marwa - two versions
- Megh - three versions
- Miya Malhar
- Multani
- Nand
- Nat Bhairav
- Poorvi
- Puriya - three versions
- Puriya Kalyan
- Rageshree - two versions
- Ramdasi Malhar - two versions
- Ramkali - two versions
- Ram Kalyan (a.k.a. Priya Kalyan or Anarkali)
- Shahana - three versions
- Shree
- Shuddh Kalyan - two versions
- Shuddh Sarang (with drut section in Suha)
- Todi - three versions
- Yaman
- Yaman Kalyan - three versions

## Premios y nominaciones
- Sangeet Natak Akademi Award en 1967
- Premio Presidencial en 1971
- Padma Bhushan en 1971
- Swar Vilas del Sur Singar Sansad en 1971